# 羽賀忠利
羽賀 忠利（はが ただとし、1917年〈大正6年〉3月26日 - 2010年<平成22年>3月7日）は、日本の剣道家。剣道・居合道範士八段。羽賀準一の実弟。

## 生涯
広島県比婆郡東城町に生まれる。1932年（昭和7年）に上京し、準一の世話になりながら、国士舘中学（旧制）に入学した。
1937年（昭和12年）、準一が学資を出す形で、国士舘専門学校に進学した。専門学校時代は斎村五郎・小野十生・岡野亦一・小城満睦・小川忠太郎・大島治喜太らに指導を受けた。卒業後は、国士舘中学、中野学園中学、東京市立芝商業学校などで指導した。太平洋戦争中には、三重海軍航空隊で海軍飛行予科練習生（予科練）の剣道教師を務めた。
1946年（昭和21年）に、静岡県藤枝市へ移住した。
1953年（昭和28年）、静岡県国家警察隊に入って初代剣道師範となり、1974年(昭和49年)まで剣道師範を務めた。
1969年（昭和44年）、静岡市に養心館道場を開き、剣道と無双心伝流を指導した。同年、剣道八段となる。
1975年（昭和50年）に剣道範士、1977年（昭和52年）に居合道八段、1984年（昭和59年）に居合道範士をそれぞれ取得した。
この間、全日本剣道連盟、全日本剣道道場連盟、静岡県剣道連盟などの役員を歴任した。
1998年（平成10年）、長く剣道の国際普及に尽くした功績に対し、全日本剣道連盟より剣道功労賞をおくられた。
2010年（平成22年）3月7日に死去した。